# Ismael Latorre Mendoza
Ismael Latorre Mendoza   (Alginet, 29 d'agost de 1920 - Alginet, 23 de desembre de 2011) fou fotògraf de reportatge valencià. Els negatius de les seues fotografies es preserven a l'Arxiu Ismael Latorre Mendoza, de caràcter familiar i un dels més prolífics del País Valencià.

## Biografia
Va ser el fill de Justiniano Latorre Rubio, clarinetista virtuós que estrenà el pasdoble Pepita Greus, de Pasqual Pérez Choví a València, compositor del pasdoble Juliet el pilotari i director de la banda d'Alginet fins a 1958.
Quan tenia quatre anys estudià en la Federació Obrera El Movimiento. Estudià en l'Institut Obrer de València al principi de la Guerra Civil Espanyola. S'incorpora a l'exèrcit republicà al front de Terol el 1938 en l'anomenada Quinta del biberó.
Va fer el primer aprenentatge fotogràfic amb Josep Trullenque, pioner de l'activitat fotogràfica a La Ribera. Els primers treballs fotogràfics es remunten a l'any 1935. I el seu primer laboratori, al carrer Sant Antoni d'Alginet l'any 1945. "Al seu estudi es guanyava la vida amb reportatges fotogràfics convencionals, però la seua veritable vocació eren les imatges documentals".
Ha sigut corresponsal gràfic de Deportes, Jornada, Hoja del Lunes, Agencia EFE. L'any 1942 publicà la seva primera fotografia al diari Levante de València. Publicà en Marca. Actualment, des del 2006, col·labora amb la revista d'estudis locals Aljannat. Es pot considerar que fou un activista cultural. "La continua i perllongada relació amb la banda de música, amb l'equip de futbol, amb els grups de teatre o amb altres entitats del seu poble així ho demostren".
L'Arxiu fotogràfic d'Ismael Latorre Mendoza té més de tres-cents mil negatius. Posseeix un dels majors arxius del País Valencià. Ha realitzat exposicions fotogràfiques durant cinquanta anys, amb títols com: Ventall d'imatges, L'Alginet agrícola (1998), Els cultius (1998), La dona i el seu treball (1999), Estampes populars d'Alginet (2005-2006). Josep Lozano Lerma feu el discurs quan l'Ajuntament d'Alginet el declara fill predilecte, el 1999. Té actualment dos exposicions: una permanent, al museu de la pilota de Genovés, i una itinerant: La força de la dona.
Va ser nomenat fill predilecte d'Alginet el 26 de febrer de 1999. És considerat el fotògraf de Julio Palau Lozano.
Faltà el 23 de desembre de 2011 a l'edat de noranta-un anys. La capella ardent fou instal·lada a l'Ajuntament de la Vila d'Alginet durant tot el matí fins a les 17:30. La banda de la Societat Artística Musical d'Alginet en va acomiadar el fèretre amb una marxa fúnebre.
S'han publicat fotos d'Ismael Latorre en molts llibres i periòdics:
- Comes i Hernández, Salvador. Alginet, arròs i població. 2003.
- Fornés, Alberto i altres. Alginet, costums i altres relats. 2003. "un dels majors i millors arxius de la comunitat (...) personatges fotografiats al llarg de cinquanta anys".
- Comes i Hernández, Salvador. El món del treball: cooperativisme, sindicalisme i moviment obrer. 2011.
- Portada i p. 9 de València-Fruits núm. 157 Año IV. 11-6-1965.
- Juan Monpó, Teresa El cacau recupera su terreno (Levante-EMV). 3-2-2008, p. 31.
- Lladró, Vicente El notario gráfico d'Alginet (Las provincias-Valencia) 19-3-2011 pp. 20, 21 (amb sis fotos publicades). "verdadero tesoro etnológico (...) cuatrocientos mil negativos (...) unas imágenes que (...) son la historia viva de setenta y cinco años de profesión".
- Roig, Pepe i García, Francisco Festes Populars Alginet, 1982. Document històric de La Ribera Alta.

## Imatges de l'Arxiu Ismael Latorre Mendoza

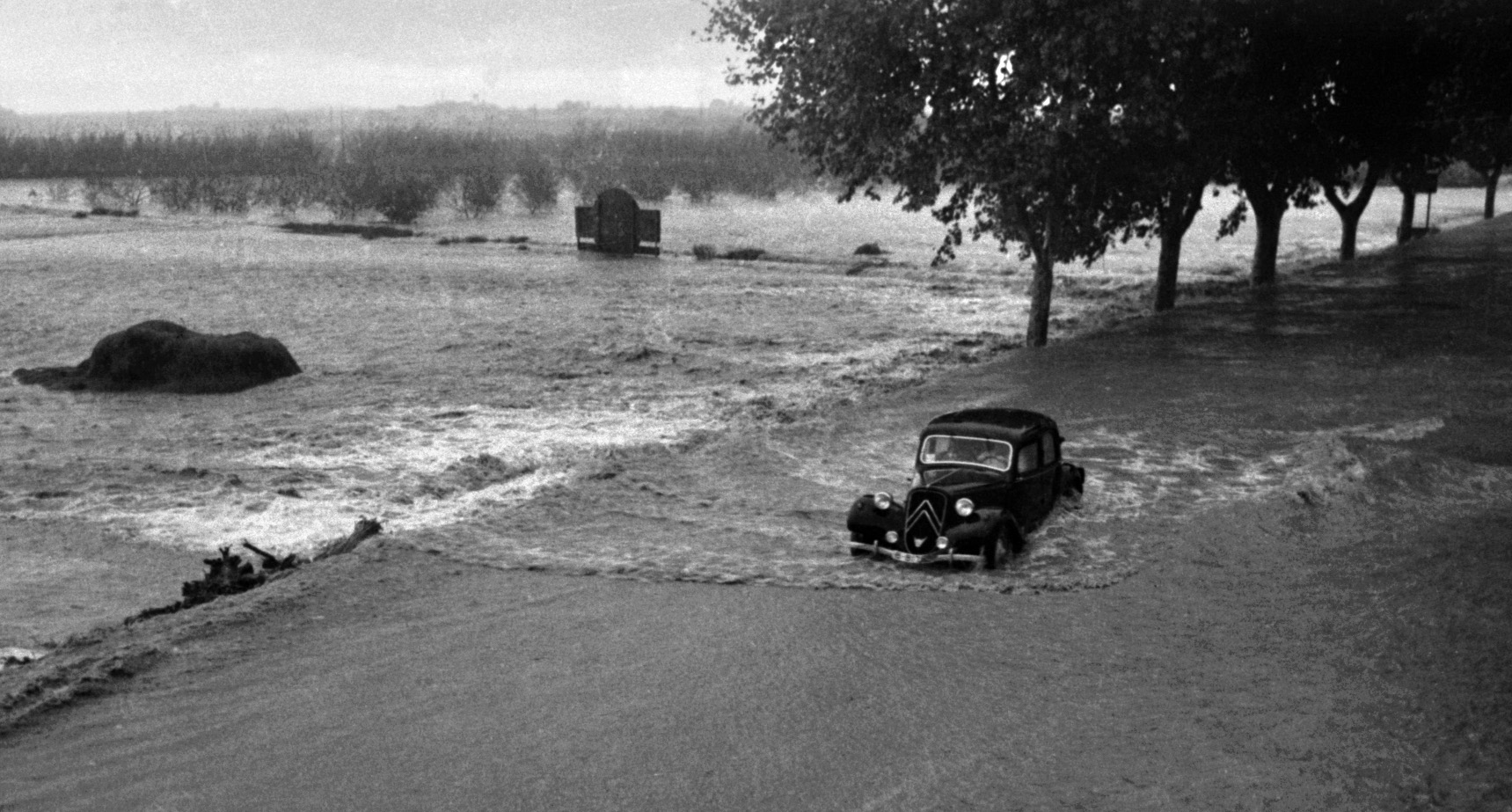
Gran Riuada d'Alginet, 1957
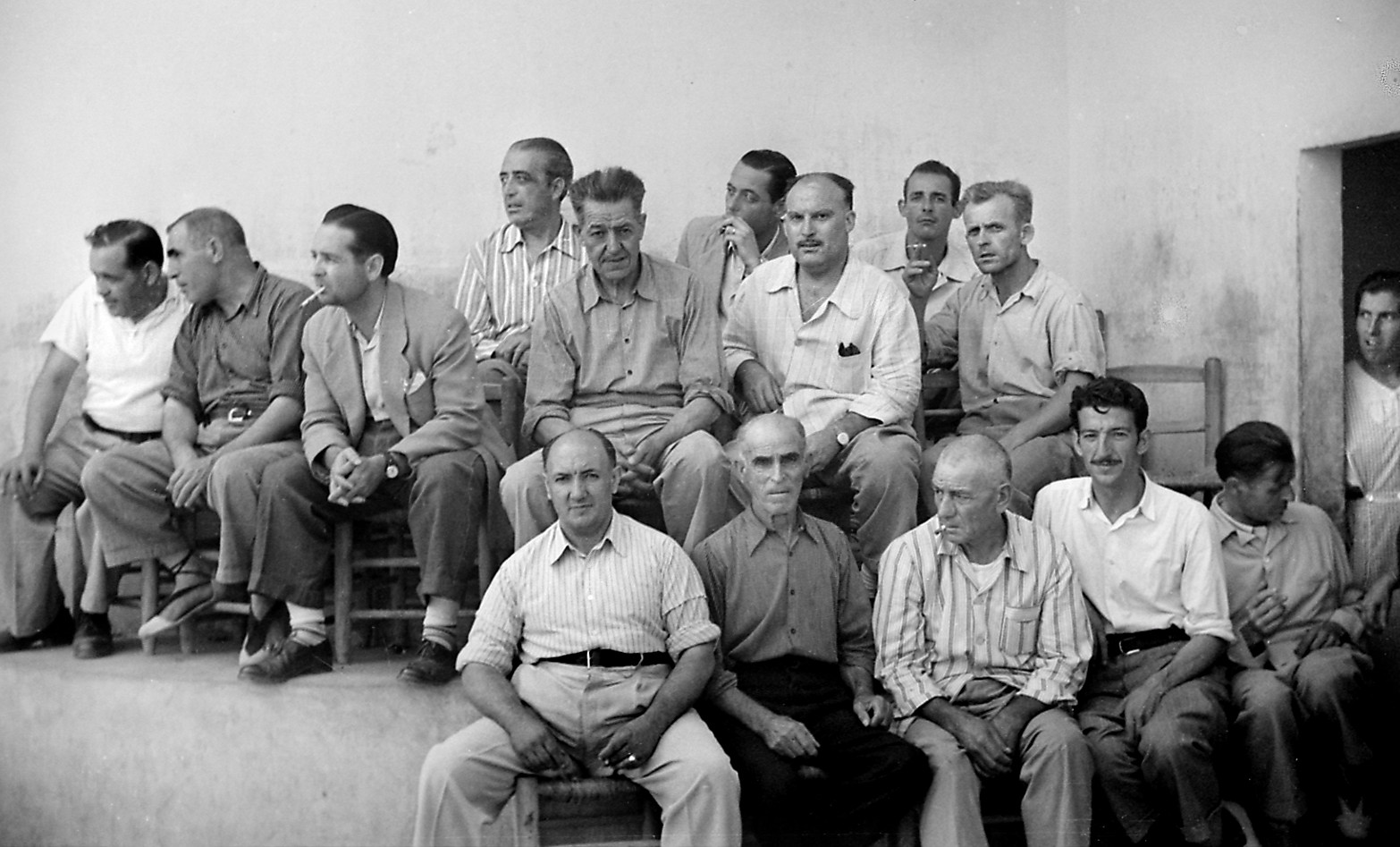
Trinquet
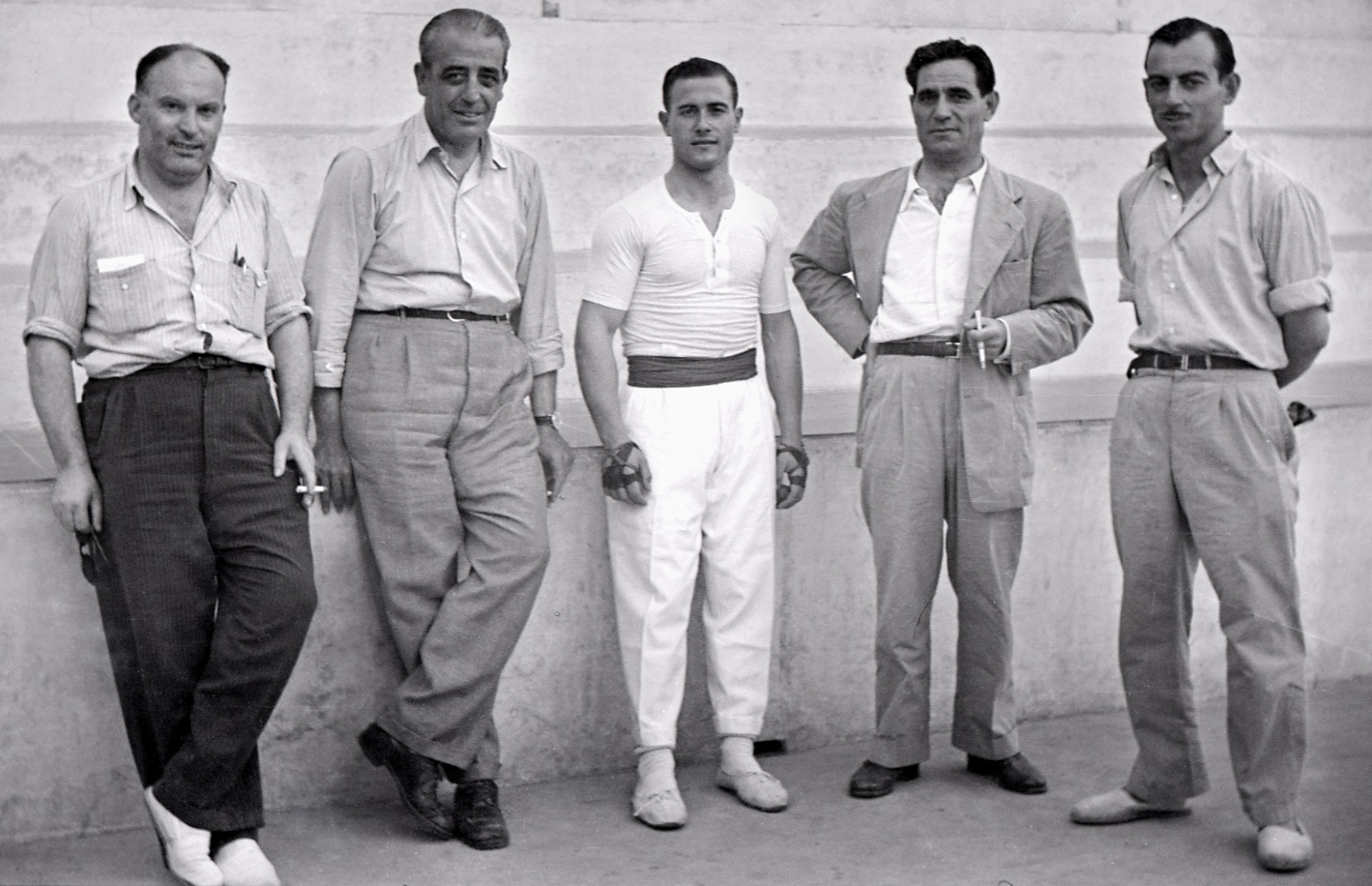
Julio Palau Lozano d'Alginet, al trinquet de Carlet
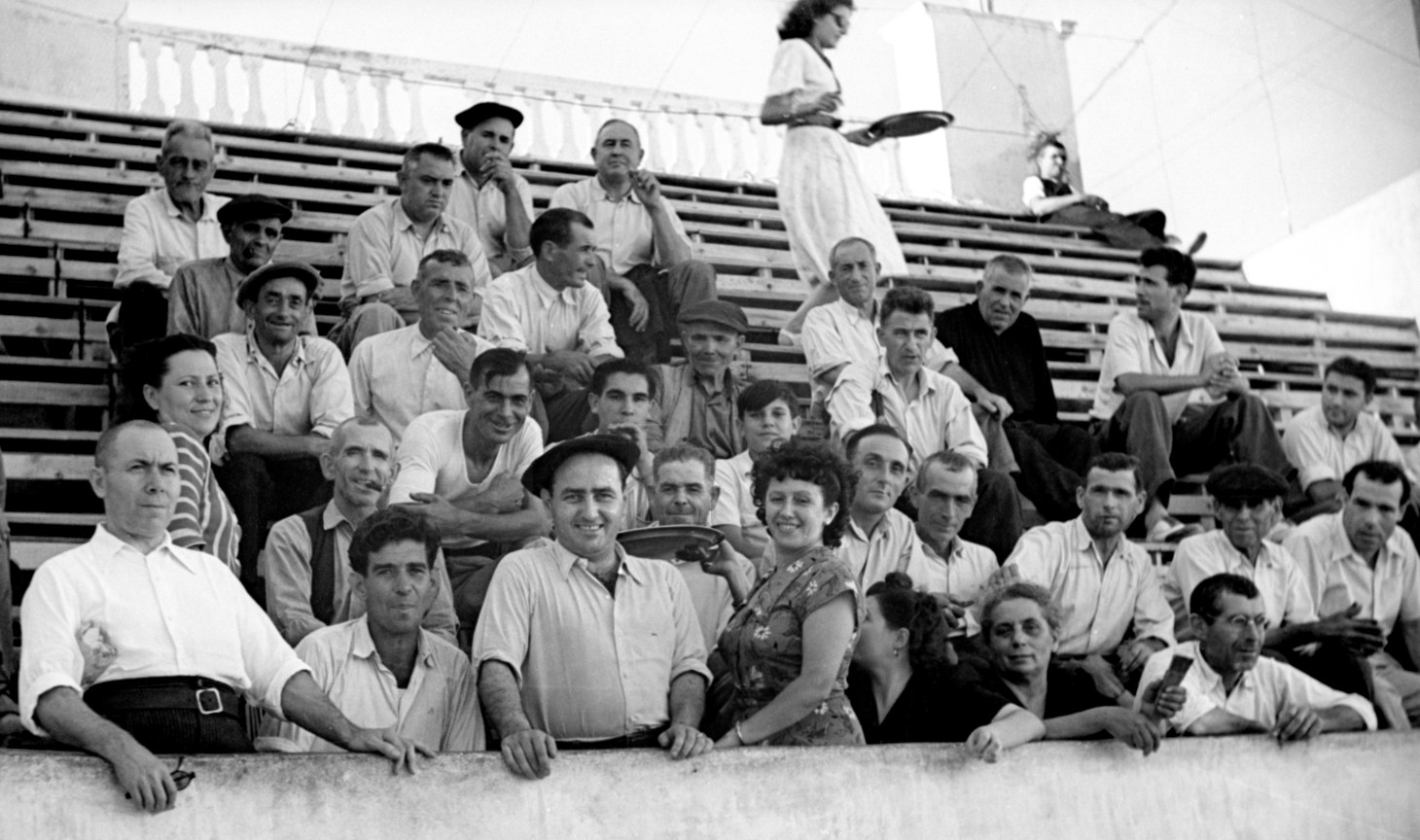
Trinquet
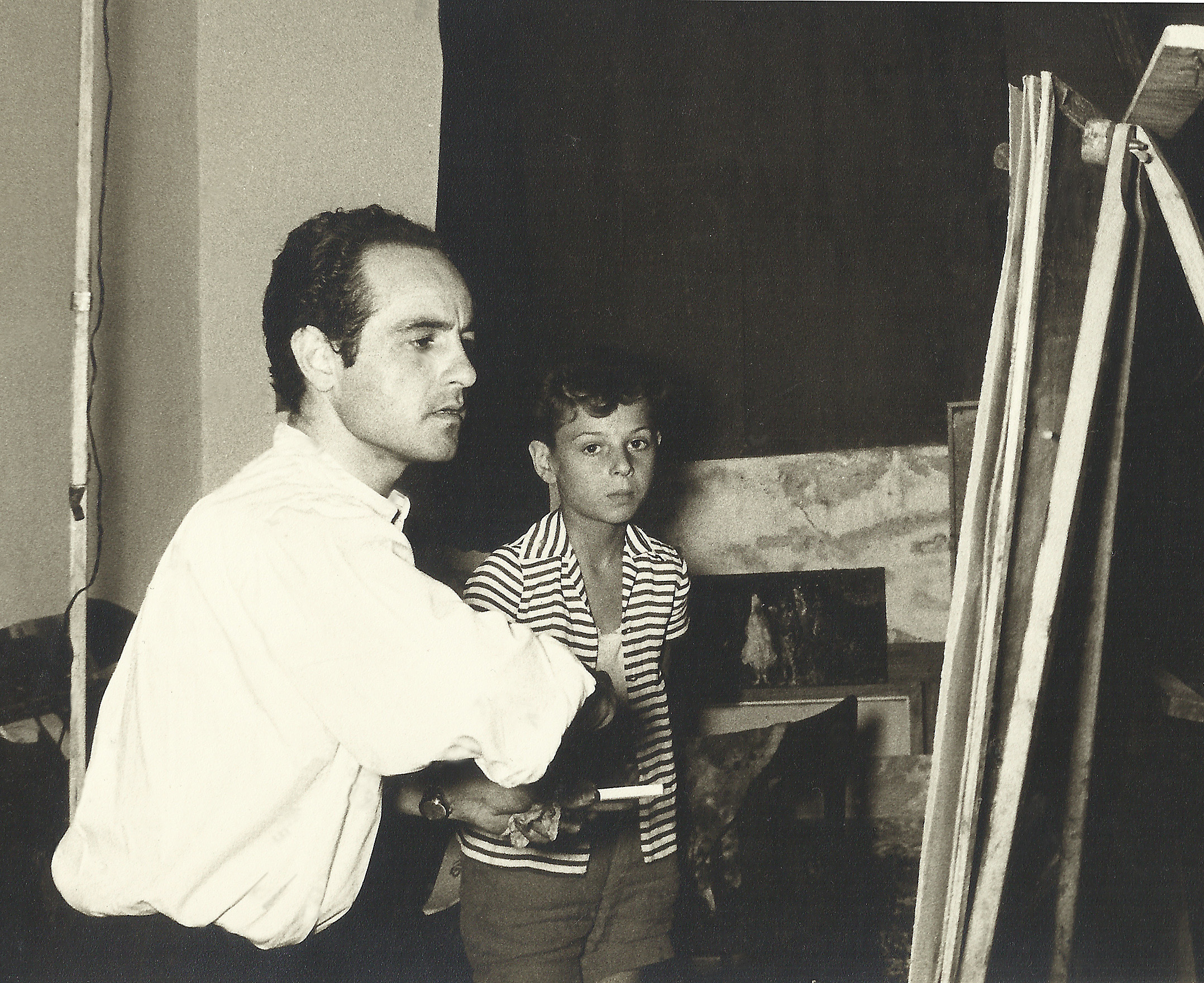
José Espert Climent, Pepet el pintor.